# Asedio de Canosa
El asedio de Canosa tuvo lugar en julio o agosto de 1502, en el transcurso de la guerra de Nápoles. El ejército francés bajo el mando de Luis de Armagnac sitió a las fuerzas españolas de Pedro Navarro, que tres días después, con numerosas bajas, pactó la rendición.

## Contexto
En noviembre de 1500 Luis XII de Francia y Fernando el Católico firmaron el tratado de Granada, por el cual acordaban repartirse a partes iguales el reino de Nápoles bajo el reinado de Federico I. A lo largo de 1501 las tropas francesas de Bérault Stuart d'Aubigny ocuparon el norte del reino, mientras las españolas bajo el mando de Gonzalo Fernández de Córdoba hacían lo propio en el sur. Federico I fue derrocado y su reino dividido entre franceses y españoles.
Pronto surgieron las diferencias entre ambos bandos por la franja geográfica que separaba sus respectivas posesiones; ante la imposibilidad de llegar a un acuerdo pacífico y en previsión de nuevas hostilidades, las fuerzas españolas, en inferioridad numérica, se hicieron fuertes en las plazas de las provincias de Apulia y Calabria. Decidido a resolver por la fuerza militar lo que no se pudiera ajustar por la vía pacífica, el virrey francés de Nápoles Luis de Armagnac ordenó a su ejército avanzar hacia el sur contra las posiciones españolas.

## El asedio
El ejército francés bajo el mando de Luis de Armagnac, con 850 hombres de caballería y 5.000 de infantería, entre los que había 500 alemanes y 800 suizos, puso asedio a Canosa, cuya defensa estaba a cargo del capitán Pedro Navarro con entre 400 y 600 soldados españoles de infantería. La artillería francesa batió las murallas de Canosa hasta destruirlas totalmente, tras lo cual las tropas francesas intentaron varias veces tomar la ciudad, siendo repelidos por las fuerzas españolas.
Gonzalo Fernández de Córdoba, acantonado a 20 kilómetros de allí en Barletta y Andria con el grueso del ejército español, consideró que acudir en auxilio de Canosa significaría tener que presentar batalla en campo abierto contra una fuerza mucho más numerosa, por lo que ordenó a Navarro evacuar la ciudad negociando una rendición honrosa.
Tres días después de iniciado el asedio, con más del 60% de sus hombres muertos y las defensas de la ciudad destruidas por la artillería francesa, Navarro pactó la rendición: los 150 españoles supervivientes salieron de Canosa en dirección a Barletta «con las banderas tendidas y a son de trompetas y atambores, salvas las haciendas y las personas».